# Changos de Naranjito 2018
Questa voce raccoglie le informazioni riguardanti i Changos de Naranjito nelle competizioni ufficiali della stagione 2018.

## Organigramma societario
Area direttiva
- Presidente: Alexis Aponte

Area tecnica
- Primo allenatore: Jamille Torres

## Rosa
| N° | Nome                  | Ruolo | Data di nascita   | Nazionalità sportiva |
| -- | --------------------- | ----- | ----------------- | -------------------- |
| 1  | Víctor Cosme          | L     | 8 novembre 1989   | Porto Rico           |
| 3  | Anthony Negrón        | C     | -                 | Porto Rico           |
| 4  | Jorge López           | S     | 6 febbraio 1992   | Porto Rico           |
| 5  | Kevin Rodríguez       | P     | 12 agosto 1994    | Porto Rico           |
| 6  | Eddiel Hernández      | S     | -                 | Porto Rico           |
| 7  | Luis Vega             | S     | 19 giugno 1994    | Porto Rico           |
| 8  | Ángel Rivera          | C     | 12 maggio 1992    | Porto Rico           |
| 9  | Juan Vázquez          | S/O   | 23 gennaio 1991   | Porto Rico           |
| 10 | Luis Guillermo García | P     | 5 gennaio 1995    | Porto Rico           |
| 11 | Eric Haddock          | S     | 15 giugno 1983    | Porto Rico           |
| 12 | Jonathan Rodríguez    | C     | 16 settembre 1997 | Porto Rico           |
| 15 | Orlando Santiago      | S     | 3 giugno 1996     | Porto Rico           |
| 16 | Ricardo Archilla      | S     | 5 novembre 1991   | Porto Rico           |
| 17 | Marcos Liendo         | S/L   | 8 novembre 1989   | Porto Rico           |
| 18 | Juan Rosa             | L     | 11 agosto 1993    | Porto Rico           |

## Mercato
| Acquisti | Acquisti              | Acquisti             | Acquisti   |
| R.       | Nome                  | da                   | Modalità   |
| -------- | --------------------- | -------------------- | ---------- |
| P        | Luis Guillermo García | -                    | definitivo |
| C        | Jonathan Rodríguez    | Springfield          | definitivo |
| S        | Ricardo Archilla      | Al-Jazeera Zuwarah   | definitivo |
| S/L      | Marcos Liendo         | Capitanes de Arecibo | definitivo |

| Cessioni | Cessioni        | Cessioni | Cessioni   |
| R.       | Nome            | a        | Modalità   |
| -------- | --------------- | -------- | ---------- |
| P        | Abdiel Rivera   | -        | definitivo |
| S        | Sirianis Méndez | Zahra    | definitivo |
| S        | Iván Cardona    | -        | definitivo |

## Risultati

### LVSM

#### Regular season
| 1ª giornata - 18 maggio 2018 Coliseo Gelito Ortega, Naranjito      | Changos de Naranjito | 1 - 3 | Llaneros de Toa Baja | [ 2 ]                             |
| 2ª giornata - 23 maggio 2018 Coliseo Mario Morales, Guaynabo       | Mets de Guaynabo     | 3 - 2 | Changos de Naranjito | [ 2 ]                             |
| 3ª giornata - 25 maggio 2018 Coliseo Gelito Ortega, Naranjito      | Changos de Naranjito | 0 - 3 | Gigantes de Adjuntas | 22-25, 21-25, 19-25               |
| 4ª giornata - 26 maggio 2018 Coliseo Raúl "Pipote" Oliveras, Yauco | Cafeteros de Yauco   | 0 - 3 | Changos de Naranjito | 23-25, 19-25, 21-25               |
| 5ª giornata - 31 maggio 2018 Coliseo Gelito Ortega, Naranjito      | Changos de Naranjito | 0 - 3 | Cafeteros de Yauco   | 27-29, 20-25, 14-25               |
| 6ª giornata - 3 giugno 2018 Coliseo Gelito Ortega, Naranjito       | Changos de Naranjito | 3 - 2 | Gigantes de Adjuntas | 25-18, 19-25, 25-23, 20-25, 15-10 |
| 7ª giornata - 5 giugno 2018 Coliseo Rafael Llull Pérez, Adjuntas   | Gigantes de Adjuntas | 3 - 1 | Changos de Naranjito | 25-18, 24-26, 25-23, 25-19        |
| 8ª giornata - 8 giugno 2018 Coliseo Antonio R. Barceló, Toa Baja   | Llaneros de Toa Baja | 2 - 3 | Changos de Naranjito | 25-21, 25-17, 21-25, 19-25, 13-15 |
| 9ª giornata - 13 giugno 2018 Coliseo Raúl "Pipote" Oliveras, Yauco | Cafeteros de Yauco   | 1 - 3 | Changos de Naranjito | 20-25, 25-20, 19-25, 19-25        |
| 10ª giornata - 15 giugno 2018 Coliseo Gelito Ortega, Naranjito     | Changos de Naranjito | 0 - 3 | Mets de Guaynabo     | 12-25, 23-25, 20-25               |
| 11ª giornata - 17 giugno 2018 Coliseo Mario Morales, Guaynabo      | Mets de Guaynabo     | 3 - 1 | Changos de Naranjito | 21-25, 25-19, 25-18, 25-19        |
| 12ª giornata - 19 giugno 2018 Coliseo Gelito Ortega, Naranjito     | Changos de Naranjito | 3 - 1 | Mets de Guaynabo     | 25-22, 25-16, 18-25, 25-21        |
| 13ª giornata - 24 giugno 2018 Coliseo Antonio R. Barceló, Toa Baja | Llaneros de Toa Baja | 3 - 1 | Changos de Naranjito | 25-16, 25-20, 21-25, 25-15        |
| 14ª giornata - 30 giugno 2018 Coliseo Gelito Ortega, Naranjito     | Changos de Naranjito | 0 - 3 | Llaneros de Toa Baja | 17-25, 16-25, 23-25               |
| 15ª giornata - 1º luglio 2018 Coliseo Gelito Ortega, Naranjito     | Changos de Naranjito | 3 - 2 | Cafeteros de Yauco   | 23-25, 25-22, 25-17, 25-27, 15-12 |
| 16ª giornata - 4 luglio 2018 Coliseo Rafael Llull Pérez, Adjuntas  | Gigantes de Adjuntas | 3 - 1 | Changos de Naranjito | 25-21, 25-20, 22-25, 25-19        |

#### Play-off
| Semifinali (gara 1) - 8 luglio 2018 Coliseo Mario Morales, Guaynabo   | Mets de Guaynabo     | 3 - 0 | Changos de Naranjito | 25-23, 25-17, 34-32               |
| Semifinali (gara 2) - 11 luglio 2018 Coliseo Gelito Ortega, Naranjito | Changos de Naranjito | 0 - 3 | Mets de Guaynabo     | 23-25, 18-25, 20-25               |
| Semifinali (gara 3) - 12 luglio 2018 Coliseo Mario Morales, Guaynabo  | Mets de Guaynabo     | 3 - 0 | Changos de Naranjito | 31-29, 25-17, 25-21               |
| Semifinali (gara 4) - 14 luglio 2018 Coliseo Gelito Ortega, Naranjito | Changos de Naranjito | 2 - 3 | Mets de Guaynabo     | 28-26, 13-25, 25-22, 19-25, 13-15 |

## Statistiche

### Statistiche di squadra
| Competizione | Punti | In casa | In casa | In casa | In trasferta | In trasferta | In trasferta | Totale | Totale | Totale |
| Competizione | Punti | G       | V       | P       | G            | V            | P            | G      | V      | P      |
| ------------ | ----- | ------- | ------- | ------- | ------------ | ------------ | ------------ | ------ | ------ | ------ |
| LVSM         | 16    | 10      | 3       | 7       | 10           | 3            | 7            | 20     | 6      | 14     |
| Totale       | -     | 10      | 3       | 7       | 10           | 3            | 7            | 20     | 6      | 14     |

G = partite giocate; V = partite vinte; P = partite perse